# Elacatinus redimiculus
 Elacatinus redimiculus és una espècie de peix de la família dels gòbids i de l'ordre dels perciformes.

## Morfologia
Els mascles poden assolir els 1,7 cm de longitud total.

## Distribució geogràfica
Es troba als esculls de corall de Veracruz (Mèxic).